# Xã Tolono, Quận Champaign, Illinois
Xã Tolono (tiếng Anh: Tolono Township) là một xã thuộc quận Champaign, tiểu bang Illinois, Hoa Kỳ. Năm 2010, dân số của xã này là 5.270 người.